# Первая Бастилия
«Первая Бастилия» — советский художественный фильм 1965 года режиссёра Михаила Ершова по сценарию Юрия Яковлева.

## Сюжет
О начале революционной деятельности В. И. Ленина во время его учёбы в Казанском университете: при организации им 4 декабря 1887 года первой сходки-демонстрации студентов Актовый зал университета становится для него «маленькой Бастилией», которую надо взять.

## В ролях
- Валерий Головненков — Владимир Ульянов
- Елизавета Солодова — Мария Александровна Ульянова
- Евгений Матвеев — Потапов
- Сергей Беляцкий — Стариков
- Нина Сикорская — Даша
- Александр Гюльцен — Кремлев
- Людмила Суздальская — Оля Ульянова
- Владимир Садовников — Дмитрий Ульянов
- Елена Егорова — Маняша Ульянова
- Николай Муравьёв — Емельян

## Съёмки
Съемки велись на месте описываемых в фильме реальных событий в Казани, в том числе в Казанском университете.
Художник-постановщик фильма — Алексей Федотов, художник-декоратор Олег Зуев, художник-гримёр — Василий Ульянов.
Сценарий фильма Юрий Яковлев переработал в одноимённую повесть вышедшую в издательстве «Детская литература», отрывки из неё печатались в газетах, журнале «Юность».

## Критика
Фильм был признан критикой слабым, не раскрывшим образ Ленина и процесс формирования его характера:

Фильм «Первая Бастилия» внешне, сюжетно посвящен становлению Ленина-революционера. Однако авторский замысел остался не реализованным во внутренней структуре фильма, в изображаемом в нём движении жизни.

Нельзя признать удачей фильм «Первая Бастилия» о молодом Ленине. Режиссёр М. И. Ершов не сумел развить поэтическое начало, имевшееся в сценарии Ю. Я. Яковлева. Самое главное и самое трудное формирование характера студента Казанского университета В. И. Ульянова (артист В. П. Головненков) — в фильме не удалось.